# Ruspe
Ruspe (en latín, Ruspae) es un lugar de Tunicia, en la Gobernación de Sfax. Antigua sede episcopal cristiana de la Bizacena de la que fue obispo San Fulgencio de Ruspe.
Es mencionada por Ptolomeo (IV, 3), y en la Tabula Peutingeriana se sitúa en la misma costa, entre Acholla y el municipio de Usilla. Aunque se ha tratado de localizarla en varios yacimientos arqueológicos de la zona norte de la costa del Golfo de Gabés, se identifica mejor con las ruinas existentes en el lugar de Koudiat Rosfa —que parece derivar del topónimo Ruspae—, muy cerca de la localidad y cabo de La Louza (Ras Laouza) .
Se conocen los nombres de cuatro de sus obispos : Esteban, enviado al exilio por el rey vándalo Hunerico (484); Fulgencio de Ruspe, que fue consagrado en el año 508 y que murió en 533; Feliciano, su compañero en el exilio y su sucesor, y que intervino en el concilio de Cartago (c. 534); y Juliano, que en el año 641 fue uno de los obispos de la Bizacena firmantes de la carta contra el Monotelismo dirigida al emperador Constantino III Heraclio.

## Diócesis titular
Como otras muchas antiguas sedes episcopales que ya no tienen obispos residenciales, Ruspe (Ruspae) es una diócesis titular de la Iglesia católica.
Listado de los obispos titulares :
- Manuel Obellar. OP, 1778-1789, vicario apostólico de Tonkín oriental. Vietnam.
- Edward Bede Slater. OSB, 1818-1831, vicario apostólico del Cabo de Buena Esperanza. Sudáfrica.
- Romualdo Jimeno Ballesteros. OP, 1839-1845, coadjutor del vicario apostólico de Tonkín. Vietnam.
- Spiridion-Salvatore-Costantino Buhadgiar, 1884, vicario apostólico de Túnez. Tunicia.
- Spiridion Poloméni, 1892-1930, obispo auxiliar de Cartago. Tunicia.
- Joseph Louis Aldée Desmarais, 1931-1939, obispo auxiliar de San Jacinto, Quebec. Canadá
- Thomas Tien Ken-sin, 1939-1942, vicario apostólico de Yanggu. China.
- Joseph Carroll McCormick, 1947-1960, obispo auxiliar de Filadelfia, Pensilvania. EUA.
- David Monas Maloney, 1960-1967, obispo auxiliar de Denver, Colorado. EUA.
- Horacio Arturo Gómez Dávila, 1968-1974, obispo dimisionario de La Rioja. Argentina.
- Enzo Ceccarelli Catraro, SDB, 1974-1998, vicario apostólico de Puerto Ayacucho, Venezuela.
- Vlado Košic, 1998-2016, obispo auxiliar de Zagreb. Croacia.
- Nuno Manuel dos Santos Almeida,  2016-, obispo auxiliar de Braga. Portugal
- Musolino, Alejandro Nicolás, SDB, 2023-, obispo auxiliar de Córdoba, Argentina